# Campionati mondiali di bob 1993
I Campionati mondiali di bob 1993, quarantaquattresima edizione della manifestazione organizzata dalla Federazione Internazionale di Bob e Skeleton, si sono disputati a Igls, in Austria, per le sole gare maschili, sulla Olympia-Eiskanal Innsbruck, il tracciato sul quale si svolsero le competizioni del bob e dello slittino ai Giochi di Innsbruck 1976. La località tirolese ha però già ospitato le rassegne iridate del 1935, unicamente nel bob a due uomini, e del 1963 nel bob a due e nel bob a quattro, sebbene sul vecchio tracciato non più utilizzato dal 1973, allorché venne costruita la pista odierna.
L'edizione ha visto prevalere la Svizzera che si aggiudicò una medaglia d'oro e una d'argento sulle sei disponibili, sopravanzando di misura la Germania, vincitrice di un oro e di un bronzo. I titoli sono stati infatti conquistati nel bob a due uomini dai tedeschi Christoph Langen e Peer Jöchel e nel bob a quattro dagli svizzeri Gustav Weder, Donat Acklin, Kurt Meier e Domenico Semeraro.

## Risultati

### Bob a due uomini
Campioni mondiali in carica e argento olimpico a Albertville 1992 erano i tedeschi Rudi Lochner e Markus Zimmermann, non presenti sul podio in questa edizione, e il titolo è stato quindi conquistato dai connazionali Christoph Langen, bronzo olimpico ad Albertville 1992, e Peer Jöchel, alla loro prima medaglia iridata nel bob a due. Al secondo posto si sono piazzati i campioni olimpici in carica della specialità ad Albertville 1992, gli svizzeri Gustav Weder e Donat Acklin, con Weder per la quarta volta sul podio iridato dopo essersi aggiudicato il titolo a Sankt Moritz nel 1990 e l'argento sia a Cortina d'Ampezzo 1989 che ad Altenberg 1991, davanti all'altro equipaggio tedesco guidato da Wolfgang Hoppe, già tre volte campione mondiale di specialità nel 1985, nel 1986 e nel 1989, in coppia con René Hannemann.
| Pos. | Atleti                        | Nazione  |
| ---- | ----------------------------- | -------- |
|      | Christoph Langen Peer Jöchel  | Germania |
|      | Gustav Weder Donat Acklin     | Svizzera |
|      | Wolfgang Hoppe René Hannemann | Germania |

### Bob a quattro
Campione mondiale in carica era il quartetto tedesco composto da Wolfgang Hoppe, Bogdan Musiol, Axel Kühn e Christoph Langen, con Hoppe, Musiol e Kühn reduci dall'argento olimpico di Albertville 1992 ma non presenti sul podio in questa edizione. Il titolo è stato quindi conquistato dall'equipaggio svizzero formato da Gustav Weder, Donat Acklin, Kurt Meier e Domenico Semeraro, dei quali sia Weder che Acklin furono bronzo olimpico ad Albertville 1992 e lo stesso Weder colse in questa rassegna il suo terzo alloro mondiale nel bob a quattro dopo i successi ottenuti a Cortina d'Ampezzo 1989 e a Sankt Moritz 1990. Al secondo posto si è piazzata la compagine austriaca composta da Hubert Schösser, Harald Winkler, Gerhard Redl e Gerhard Haidacher, con Winkler e Redl già bronzo nell'edizione del 1990, davanti alla formazione statunitense costituita da Brian Shimer, Bryan Leturgez, Karlos Kirby e Randy Jones, a 24 anni di distanza dall'ultima medaglia a stelle e strisce, il bronzo ottenuto a nel 1969 a Lake Placid da Fenner, Huscher, Siler e Hachigian.
| Pos. | Atleti                                                        | Nazione  |
| ---- | ------------------------------------------------------------- | -------- |
|      | Gustav Weder Donat Acklin Kurt Meier Domenico Semeraro        | Svizzera |
|      | Hubert Schösser Harald Winkler Gerhard Redl Gerhard Haidacher | Austria  |
|      | Brian Shimer Bryan Leturgez Karlos Kirby Randy Jones          | Germania |

## Medagliere
| Posizione | Nazione     | Oro | Argento | Bronzo | Totale |
| --------- | ----------- | --- | ------- | ------ | ------ |
| 1         | Svizzera    | 1   | 1       | 0      | 2      |
| 2         | Germania    | 1   | 0       | 1      | 2      |
| 3         | Austria     | 0   | 1       | 0      | 1      |
| 1         | Stati Uniti | 0   | 0       | 1      | 1      |
| Totale    | Totale      | 2   | 2       | 2      | 6      |